# Błysk (album)
Błysk – jedenasty album studyjny polskiej grupy muzycznej Hey. Ukazał się 22 kwietnia 2016 roku nakładem wytwórni Kayax. Nagrania zarejestrowane zostały pomiędzy listopadem 2015 a styczniem 2016.
Album zadebiutował na 3. miejscu polskiej listy przebojów – OLiS. Wydawnictwo uzyskało status platynowej płyty, przekraczając liczbę 30 tysięcy sprzedanych kopii.

## Lista utworów
Opracowano na podstawie materiału źródłowego.
| Nr  | Tytuł utworu      | Słowa              | Muzyka                                               | Długość |
| --- | ----------------- | ------------------ | ---------------------------------------------------- | ------- |
| 1.  | „Błysk”           | Katarzyna Nosowska | Jacek Chrzanowski                                    | 2:58    |
| 2.  | „Szum”            | Katarzyna Nosowska | Paweł Krawczyk, Katarzyna Nosowska                   | 2:47    |
| 3.  | „Ku słońcu”       | Katarzyna Nosowska | Paweł Krawczyk, Katarzyna Nosowska                   | 3:48    |
| 4.  | „Prędko, prędzej” | Katarzyna Nosowska | Paweł Krawczyk, Katarzyna Nosowska                   | 3:52    |
| 5.  | „2015”            | Katarzyna Nosowska | Jacek Chrzanowski, Kuba Galiński                     | 3:25    |
| 6.  | „Dalej”           | Katarzyna Nosowska | Paweł Krawczyk, Katarzyna Nosowska                   | 4:06    |
| 7.  | „Hej hej hej”     | Katarzyna Nosowska | Marcin Macuk                                         | 3:00    |
| 8.  | „I tak w kółko”   | Katarzyna Nosowska | Paweł Krawczyk, Katarzyna Nosowska                   | 4:25    |
| 9.  | „Cud”             | Katarzyna Nosowska | Paweł Krawczyk, Katarzyna Nosowska                   | 4:24    |
| 10. | „Historie”        | Katarzyna Nosowska | Paweł Krawczyk, Katarzyna Nosowska, Bartosz Dziedzic | 4:11    |
|     |                   |                    |                                                      | 36:56   |

Uwaga: kolejność utworów była zależna od okładki płyty. Istniały 4 wersje kolorystyczne płyty, każda posiadała inną kolejność utworów, powyższa kolejność przedstawia "wersję zieloną".